# Валентин Стамов
Валентин Кирилов Стамов е български общественик, писател, журналист и пианист, известен с композирането на музика и озвучаването на нямо кино. Автор е на монографията „Великият ням и пианото“, на есета за творчеството на режисьори и актьори от епохата на нямото кино.

## Биография
Валентин Стамов е роден на 3 февруари 1949 година в София в семейството на видния варненски киноман Кирил Стамов, създал в дома си дворно кино още през 20-те години на ХХ век.
През 1976 година Стамов започва да композира музика за озвучаването във Филмотечно кино „Одеон“ на немите филми, с които разполага филмовият фонд на Българската национална филмотека. Композира музиката и предварително, и импровизирайки я при прожекцията. Създал и изпълнил е музиката за над 300 шедьоври на световното нямо кино, сред които филми на Д. У. Грифит, Фриц Ланг, Макс Линдер, Чарли Чаплин, Бъстър Кийтън, Доналд Крисп, Харолд Лойд, Фридрих Мурнау, Робер Вине, Ерих Щрохайм, Александър Довженко, Яков Протазанов, Лев Кулешов, Всеволод Пудовкин, Виктор Шострьом, Паул Лени, Абел Ганс, Георг Пабст,
Автор е на музика към документални филми и телевизионни постановки, както и през годините на откривания и закривания на кинофестивала „Златната роза“ във Варна. През 1991 година Стамов е поканен да представи на живо своята композиция към 150-минутния художествено-документален филм „Берлин – 1918 – 1938“ по време на премиерата в Залцбург на международния кинофестивал „Филм-сцена“.

## Награди
През 2015 година маестро Стамов получава наградата на Българската филмова академия за музиката към документалния филм за пионера на българското кино „Васил Гендов – мит и реалност“.